# Столбово (Невельский район)
Столбово — деревня в Невельском районе Псковской области России. Входит в сельское поселение Артёмовская волость.

## География
Расположена на дороге Невель — Усвяты в 3 км к юго-востоку от волостного центра, деревни Борки.

## Население
Численность населения деревни на конец 2000 года составляла 16 жителей.